# JYSK Park
Het JYSK Park is een multifunctioneel stadion in Silkeborg, een stad in Denemarken. Het heeft de naam van een Deense winkelketen Jysk.
De bouw vond plaats tussen 2015 en 2017. Het stadion moest het oude stadion dat werd afgebroken, het Silkeborgstadion, vervangen. De kosten waren 130 miljoen Deense kroon. Het stadion werd geopend op 31 juli 2017. Er ligt een kunstgrasveld. 
In het stadion is plaats voor 10.000 toeschouwers. Het recordaantal vond plaats op 31 juli 2017, tijdens de openingswedstrijd tussen Silkeborg en AGF waren 9.411 toeschouwers aanwezig. Het stadion wordt vooral gebruikt voor voetbalwedstrijden, de voetbalclub Silkeborg IF maakt gebruik van dit stadion. 